# 竹下和輝 (写真家)
竹下 和輝（たけした かずき、1988年 - ）は日本の写真家。

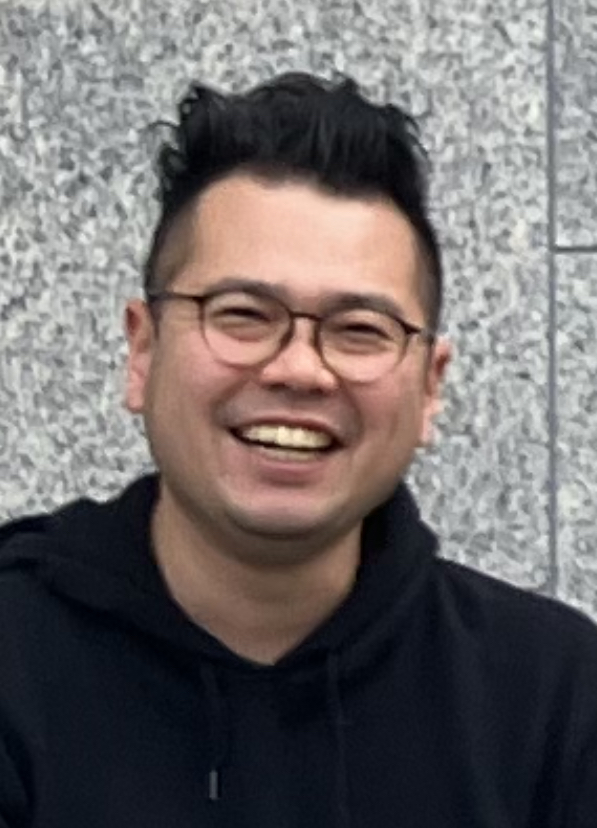
竹下和輝（2024年）

筑後アート往来現場統括者。

## 経歴
20代の頃より、名古屋の女子大小路地区や福岡市を中心に風景写真を撮影しはじめる。また、東日本大地震の福島県、宮城県、岩手県を撮影して回った。その旅を通して写真の可能性を追求しはじめる。
2016年に福岡で写真スタジオを開く。同年、筑後アート住来2016の現場統括を務める。現場のコーディネート、アーティストと現場の連携、作品制作のサポートなどを行った。また、展覧会のプロモーションビデオも映像作家として制作。同年、熊本地震を題材とした映像作品『橙プロジェクトvol.1 いのちきらり『はじまり』のまつり』を京都、広島県、北九州で上映。
2000年代より写真展を多数執り行う。2022年、写真展「もしも記憶の色が見えたら」を開催。
2023年より、旧陸軍の毒ガス製造工場があった大久野島をテーマにした写真作品を発表。同年、美術家である高梨麻梨香と2050年を題材にした作品展を開催。

## 著書
- 『Eostre』（2023年）